# إياد الحكمي
إياد الحكمي شاعر سعودي من مواليد جازان عام 1988م، صدر له مجموعة من الدواوين الشعرية من بينها ديوان «على إيقاع الماء»، وديوان «لا أعرف الغرباء أعرف حزنهم)». وهو حاصل على عدد من الجوائز والألقاب الشعرية من أبرزها لقب وبردة مسابقة (أمير الشعراء) عام 2017م.

## التعليم
- حاصل على درجة الدكتوراه في تقنية المعلومات والاتصالات من جامعة بومبيو فابرا، برشلونة عام 2023م.
- حاصل على درجة الماجستير في تقنيات التعليم، كاليفورنيا عام 2016م.
- حاصل على درجة البكالوريوس في الحاسب الآلي ونظم المعلومات من جامعة جازان عام 2012م.[5]

## إصدارات
- ديوان «على إيقاع الماء» صدر عام 2012.[6]
- ديوان «ظل للقصيدة وصدى للجسد» صدر عام 2014م.[7]
- «مئة قصيدة لأمي» صدر عام 2015م.[8]
- ديوان «لا أعرف الغرباء أعرف حزنهم».[9]
- ديوان «لا أسميك أيها اليأس وقتاً» صدر عام 2020.[10]

## جوائز
- حاصل على المركز الثاني في جائزة الشارقة للإبداع العربي 2011-2012 فرع الشعر عن ديوانه «على إيقاع الماء».[11]
- توج بجائزة وبردة (شاعر شباب عكاظ) عام 2012م.[12]
- حاصل على المركز الأول ولقب (أمير الشعراء) في الموسم السابع من برنامج أمير الشعراء عام 2017م.[13][14]
- حصل على جائزة المركز الثاني في مسابقة برنامج المعلقة (فئة الشعر الفصيح) عام 2025م.[15]